# Synedrella
Synedrella is een geslacht uit de composietenfamilie (Asteraceae). Het geslacht telt één soort die voorkomt in Zuid-Amerika, Centraal-Amerika, Mexico en het Caraïbisch gebied. 

## Soorten
- Synedrella nodiflora (L.) Gaertn.